# Musée Valentin-Haüy
 (février 2015).
Si vous disposez d'ouvrages ou d'articles de référence ou si vous connaissez des sites web de qualité traitant du thème abordé ici, merci de compléter l'article en donnant les références utiles à sa vérifiabilité et en les liant à la section « Notes et références ».
Pour les articles homonymes, voir Haüy.
Le musée Valentin-Haüy, ainsi nommé en hommage à Valentin Haüy (1745-1822), appartient à l’Association Valentin Haüy au service des aveugles et des malvoyants ; ses collections sont dévolues à l’histoire des aveugles et plus particulièrement à leur accès à l’éducation, la culture, la citoyenneté.

## Histoire

### 1878, exposition universelle
L’idée de mettre à disposition du public des appareils et des documents didactiques remonte à l’exposition universelle de Paris de 1878. Cet événement offre l’opportunité aux établissements spécialisés de montrer un échantillonnage de leur matériel pédagogique, tant ancien qu’en usage. Edgard Guilbeau est un visiteur attentif. Il est aveugle d’enfance, comme Maurice de La Sizeranne dont il est l’ami. Tous deux ont été élèves, puis enseignants à l’Institution nationale des jeunes aveugles de Paris. Guilbeau regrette la dispersion géographique des diverses manifestations ; le site occupe, sur le Champ de Mars et la butte de Chaillot, pas moins de 75 hectares. Il regrette aussi leur caractère éphémère et conçoit le projet d’organiser une exposition privée permanente, méthodiquement classée, et provenant de tous pays.

### 1886, ouverture du musée
De l’idée à la réalisation, huit années s’écoulent. Le musée est inauguré le 1er mai 1886. Il est consacré à Valentin Haüy qui dirigea en 1785 la première école jamais ouverte pour des enfants aveugles, nationalisée en 1791, devenue l’Institution nationale des jeunes aveugles. Les collections sont installées dans un appartement - une chambre et un petit cabinet - loué pour la circonstance au 4e étage du 22 de la rue Rousselet, dans le 7e arrondissement de Paris, non loin de l’institution. Les dons affluant, dix-sept mois après, le musée déménage non loin, 14, rue Bertrand.

### 1907, installation rue Duroc
Quand Maurice de La Sizeranne fonde en 1889 l’Association Valentin Haüy, il y intègre le musée. L’association s’installe en 1907 dans le bâtiment actuel construit tout spécialement au coin de la rue Duroc et de la rue du Général-Bertrand. Une vaste pièce du premier étage est attribuée au musée : la « Salle Barrachin », ainsi dénommée pour remercier Suzanne Barrachin d’avoir offert le mobilier en chêne massif de style Art déco, toujours en place, qui confère à ce lieu son atmosphère chaleureuse de cabinet d’amateur.

### Aujourd’hui
Ouvrages rares et précieux imprimés en relief pour être lus du bout du doigt, guides-mains et tablettes pour tracer l’écriture ordinaire ou embosser le braille, globes terrestres, cartes de géographie, calculateurs, machines anciennes à écrire, à stéréotyper, à imprimer, jeux de société, tout ce qui est présenté sollicite les ressources du toucher et rend hommage à l’œuvre des trois pionniers de l’émancipation intellectuelle des aveugles. On y découvre Valentin Haüy et le matériel utilisé dans son école, Charles Barbier et son « écriture nocturne », Louis Braille et les éditions originales de son Procédé, qu’il conçut à seize ans, devenu aujourd’hui le braille. 
Ce musée singulier raconte un pan méconnu de l’histoire de l’éducation et de ses techniques. Il illustre, entre exclusion et inclusion, l’évolution des mentalités. Enfin, il nous questionne : la différence est-elle étrangeté ou source de richesse ?

## Informations pratiques
5, rue Duroc, Paris 7e  - métro Duroc.
Groupes reçus sur rendez-vous.